# 川原陸
川原 陸（かわはら りく、2000年12月12日 - ）は、長崎県長崎市出身のプロ野球選手（投手）。左投左打。阪神タイガース所属。

## 経歴

### プロ入り前
長崎市立三原小学校1年時にソフトボールを始める。その後、西山少年野球団へ。長崎県選抜チームに選出。長崎市立三川中学校時代は「長崎北シニア」に所属し、野手として日本代表にも選出された。
創成館高等学校入学後、1年時は打力を買われ外野手としてプレーし、ベンチ入りを果たした2年春からは投手としての起用が増加。新チームとなった2年秋からはエースとなり、明治神宮大会にてチームを準優勝に導いた。なお、この大会の準決勝では根尾昂、藤原恭大らを擁する大阪桐蔭と対戦し、2番手として4回2/3を無失点に抑える活躍を見せ7-4で勝利を収めた。3年春には選抜大会に出場しベスト8へ進出、夏にも甲子園出場を果たしたが初戦敗退。同学年のチームメイトにプロ入り後にもチームメイトとなる野口恭佑が居る。夏の大会前には、U-18アジア選手権大会に出場する日本代表チームの第1次候補選手の30人に選出されていた。
2018年のドラフト会議では、阪神タイガースから5位指名を受け、契約金3000万円、年俸500万円（金額は推定）で仮契約。背番号は47。創成館からは初のプロ野球選手となる。

### 阪神時代
ルーキーシーズンとなる2019年は春先から腰痛に苦しみ、実戦での登板は1試合もなかった。
2020年は二軍キャンプ中から実戦登板の機会を獲得。前年に体作りに専念した成果もあり、3月には高校時代の最高球速を6km/h更新する147km/hを記録した。シーズン中はアマチュアとの練習試合での登板が中心となり、二軍公式戦での出場は3試合7イニングに留まった。
2021年は左肩の故障に苦しみ、二軍でも登板機会がなかった。12月2日にNPBから公示された契約保留者名簿から外れ自由契約となり、12月9日に育成選手契約を結んだ。背番号は127に変更となった。
2024年7月20日に支配下選手登録されることが発表され、背番号は92となった。9月30日に出場選手登録され、同日高卒6年目にして、一軍初登板を果たした。オフに、100万円増の推定年俸520万円で契約を更改した。

## 選手としての特徴・人物
恵まれた体格としなやかなフォームから投げ込む最高球速は147km/hだが球持ちが良く、キレのあるストレートとスライダーを武器とし、他に縦スライダー、カーブ、チェンジアップを操る。
永野芽郁のファン。俳優の水上恒司は、高校時代の1学年先輩であり、川原は投手、水上は捕手として共にプレーしていた。

## 詳細情報

### 年度別投手成績
| 年 度     | 球 団     | 登 板 | 先 発 | 完 投 | 完 封 | 無 四 球 | 勝 利 | 敗 戦 | セ 丨 ブ | ホ 丨 ル ド | 勝 率 | 打 者 | 投 球 回 | 被 安 打 | 被 本 塁 打 | 与 四 球 | 敬 遠 | 与 死 球 | 奪 三 振 | 暴 投 | ボ 丨 ク | 失 点 | 自 責 点 | 防 御 率 | W H I P |
| --------- | --------- | ----- | ----- | ----- | ----- | -------- | ----- | ----- | -------- | ----------- | ----- | ----- | -------- | -------- | ----------- | -------- | ----- | -------- | -------- | ----- | -------- | ----- | -------- | -------- | ------- |
| 2024      | 阪神      | 1     | 0     | 0     | 0     | 0        | 0     | 0     | 0        | 0           | ----  | 5     | 1.0      | 1        | 0           | 1        | 0     | 0        | 2        | 0     | 0        | 0     | 0        | 0.00     | 2.00    |
| 通算：1年 | 通算：1年 | 1     | 0     | 0     | 0     | 0        | 0     | 0     | 0        | 0           | ----  | 5     | 1.0      | 1        | 0           | 1        | 0     | 0        | 2        | 0     | 0        | 0     | 0        | 0.00     | 2.00    |

- 2024年度シーズン終了時

### 年度別守備成績
| 年 度 | 球 団 | 投手  | 投手  | 投手  | 投手  | 投手  | 投手     |
| 年 度 | 球 団 | 試 合 | 刺 殺 | 補 殺 | 失 策 | 併 殺 | 守 備 率 |
| ----- | ----- | ----- | ----- | ----- | ----- | ----- | -------- |
| 2024  | 阪神  | 1     | 0     | 0     | 0     | 0     | .---     |
| 通算  | 通算  | 1     | 0     | 0     | 0     | 0     | .---     |

- 2024年度シーズン終了時

### 記録
初記録
- 初登板：2024年9月30日、対横浜DeNAベイスターズ24回戦（阪神甲子園球場）、8回表に4番手で救援登板、1回無失点[23][24]
- 初奪三振：同上、8回表に戸柱恭孝から空振り三振[15][23]

### 背番号
- 47（2019年 - 2021年）
- 127（2022年 - 2024年7月21日）
- 92（2024年7月22日 - ）

### 登場曲
- 「V-ROAD」FUNKIST（2019年）
- 「オレメカ」↑THE HIGH-LOWS↓（2020年）
- 「インフェルノ」Mrs. GREEN APPLE（2021年）
- 「君らしくあれ」ロードオブメジャー（2022年）
- 「スーパースターになったら」back number（2023年 - ）